# Limnophila celestissima
Limnophila celestissima är en tvåvingeart som först beskrevs av Alexander 1945.  Limnophila celestissima ingår i släktet Limnophila och familjen småharkrankar. Inga underarter finns listade i Catalogue of Life.